# Fibrato naturale
In matematica, e più precisamente in geometria differenziale, un fibrato naturale è un qualsiasi fibrato associato al fibrato dei riferimenti {\displaystyle F^{s}(M)} di ordine {\displaystyle s\geq 1}. Si scopre che le sue funzioni di transizione dipendono funzionalmente dai cambiamenti di coordinate locali della varietà di base {\displaystyle M} e dalle loro derivate parziali fino all'ordine al più {\displaystyle s}.
Il concetto di fibrato naturale fu introdotto nel 1972 da Albert Nijenhuis, come moderna riformulazione del classico concetto di fibrato di oggetti geometrici.
Un esempio di fibrato naturale (di ordine uno) è il fibrato tangente {\displaystyle TM} di una varietà differenziabile {\displaystyle M}.